# Ludwig Alsdorf
Ludwig Alsdorf (* 8. August 1904 in Laufersweiler; † 25. März 1978 in Buchholz in der Nordheide) war ein deutscher Indologe.

## Familie und Ausbildung
Ludwig Alsdorf war der Sohn des Pfarrers Hermann Alsdorf und Emilie Alsdorf, geborene Chelius. Seine Großmutter mütterlicherseits, Lina Bruch, war eine nahe Verwandte des Komponisten Max Bruch. Hermann Alsdorf war von 1900 bis 1911 evangelischer Pfarrer von Laufersweiler. Danach übersiedelte die Familie nach Scheidt im Saarland, da er nun diese Gemeinde als Pfarrer betreute.
Nach Abschluss seines Abiturs am Ludwigsgymnasium in Saarbrücken begann Ludwig Alsdorf 1922 ein Studium an der Ruprecht-Karls-Universität Heidelberg und studierte Indologie bei Heinrich Zimmer und Vergleichende Sprachwissenschaft bei Christian Bartholomae. Ein Jahr später wechselte er an die Universität Hamburg und studierte unter Walther Schubring Indologie, wo er 1928 auf dem Gebiet Jainismus promovierte. 1929 wechselte er an die Humboldt-Universität zu Berlin und studierte unter Heinrich Lüders.
Die Romanistin Annegret Bollée war die Tochter Ludwig Alsdorfs.

## Beruflicher Werdegang
Von Oktober 1930 bis Mai 1932 wurde er Reader an der University of Allahabad. Den Aufenthalt in Indien nutzte er, um Manuskripte, die er für seine Habilitation benötigte, zu fotografieren und seine Kenntnisse in Sanskrit zu vertiefen. Außerdem bereiste er Indien, Burma und Ceylon. Zum 1. August 1933 trat er der NSDAP bei (Mitgliedsnummer 2.697.931), zum 1. Dezember 1936 dem NSKK, in dem er Scharführer wurde. 1935 habilitierte er an der Humboldt-Universität zu Berlin. 1938 musste er an die Westfälische Wilhelms-Universität in Münster gehen. 1941 wurde er nach der Flucht Subhash Chandra Boses ins Deutsche Reich ins Auswärtige Amt berufen und dem Sonderreferat Indien zugeteilt. Unter dem Pseudonym „Botho Ludwig“ schrieb er 1942 die gegen England gerichtete Propagandaschrift „Indiens Weg zur Freiheit“ im Sinne von Boses nationalistischer Exilregierung Azad Hind („Freies Indien“).
1950 kehrte Ludwig Alsdorf zunächst an die Universität von Münster zurück und erhielt dann einen Lehrstuhl für indische Geschichte und Kultur an der Universität in Hamburg. 1972 ging er in den Ruhestand, hielt aber weiter Vorlesungen bis zum Wintersemester 1977/8. Im März 1978, bei einer Reise durch Ceylon, wurde er von einem Insekt gestochen. Der Stich entzündete sich, und Ludwig Alsdorf starb nach seiner Rückkehr nach Deutschland.
Er war seit 1959 ordentliches Mitglied des Akademie der Wissenschaften und der Literatur in Mainz und Mitglied der Joachim-Jungius-Gesellschaft der Wissenschaften.

## Veröffentlichungen (Auswahl)
- Beiträge zur Geschichte von Vegetarismus und Rinderverehrung in Indien (= Abhandlungen der geistes- und sozialwissenschaftlichen Klasse der Akademie der Wissenschaften und der Literatur in Mainz. Jahrgang 1961, Nr. 6).
- Aśokas Separatedikte von Dhauli und Jaugaḍa (= Abhandlungen der geistes- und sozialwissenschaftlichen Klasse der Akademie der Wissenschaften und der Literatur in Mainz. Jahrgang 1962, Nr. 1).
- The Āryā Stanzas of the Uttarajjhāyā. Contributions to the Text History and Interpretation of a Canonical Jaina Text (= Abhandlungen der geistes- und sozialwissenschaftlichen Klasse der Akademie der Wissenschaften und der Literatur in Mainz. Jahrgang 1966, Nr. 2).
- Die Āryā-Strophen des Pali-Kanons, metrisch hergestellt und textgeschichtlich untersucht (= Abhandlungen der geistes- und sozialwissenschaftlichen Klasse der Akademie der Wissenschaften und der Literatur in Mainz. Jahrgang 1967, Nr. 4).